# Jusaku Maezawa

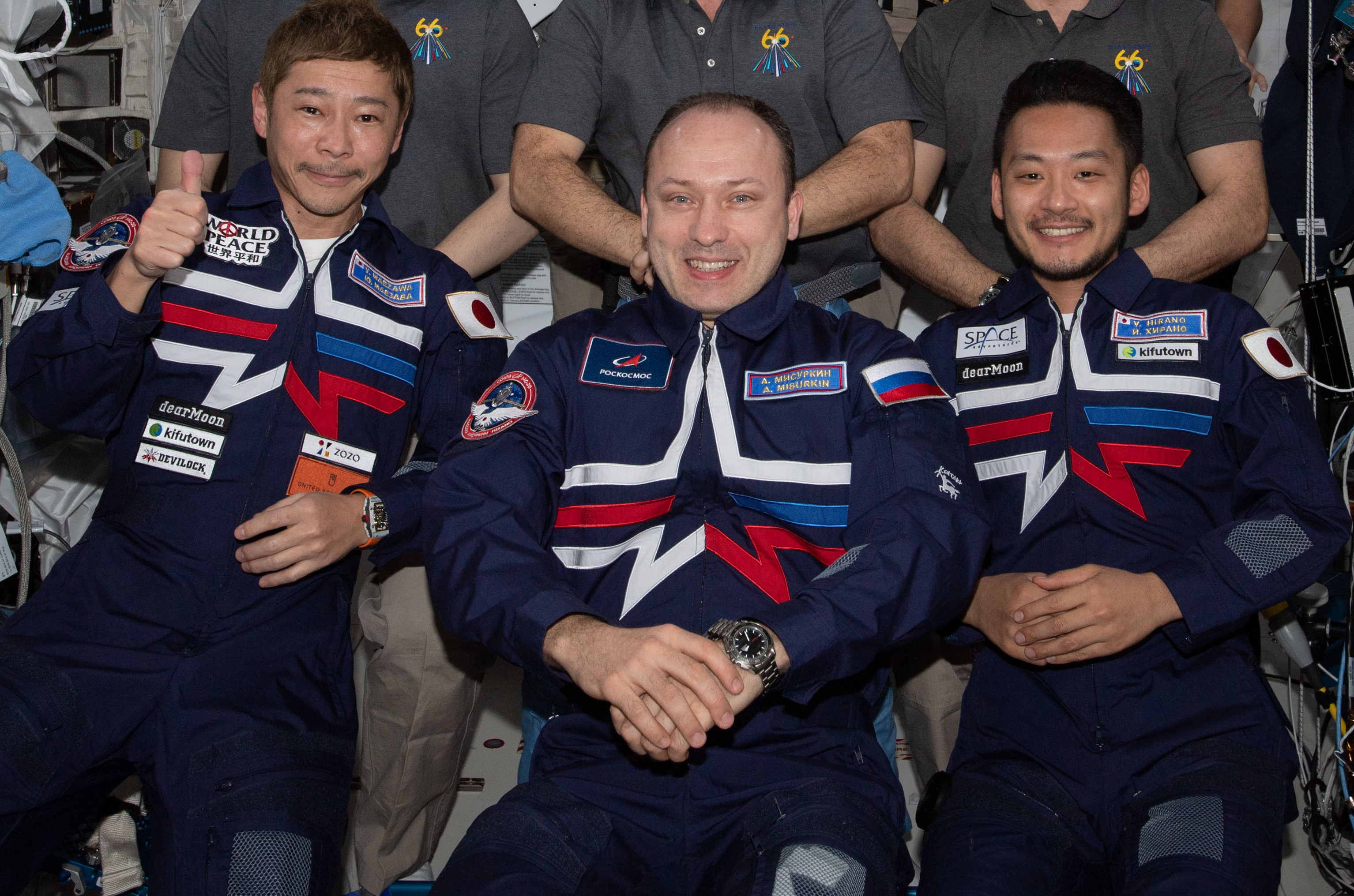
Posádka Sojuzu MS-20 po příletu na stanici: Maezawa, Misurkin, Hirano (zleva)

Jusaku Maezawa (japonsky 前澤 友作, Hepburnův přepis Yūsaku Maezawa, * 22. listopadu 1975) je japonský podnikatel, miliardář, sběratel umění a vesmírný turista, 578. člověk ve vesmíru. V prosinci 2021 letěl v kosmické lodi Sojuz MS-20 na Mezinárodní vesmírnou stanici, kde strávil 11 dní.

## Vzdělání a podnikatelská kariéra
Narodil se v japonském městě městě Kamagaja v prefektuře Čiba.
V roce 1991 nastoupil na střední školu. Zde se svými spolužáky založil hardcore punkovou kapelu Switch Style a stal se jejím bubeníkem. V roce 1993 kapela vydala své první EP. Po dokončení střední školy se rozhodl nejít na univerzitu a odjel s přítelkyní do USA, kde začal sbírat CD a desky. Když se v roce 1995 vrátil do Japonska, spustil zásilkový prodej dovážených alb a CD poštou.
V roce 1998 jeho skupina podepsala smlouvu s vydavatelstvím BMG Japan, ale v roce 2001 vyhlásil přestávku v hudební kariéře. Souběžně totiž pokračoval s podnikáním. Zkušenosti získané v zásilkovém prodeji hudby přetavil v roce 1998 v nově založenou společnost Start Today, která se do roku 2000 změnila na akciovou společnost, přesunula aktivity na online platformu a rozšířila nabízený sortiment o oblečení, aby pak v roce 2004 otevřela maloobchodní webovou stránku s oblečením Zozotown, který se poté stal největším japonským obchodem. Start Today se v roce 2007 přeměnila na veřejně obchodovatelnou společností kótovanou na tokijské burze cenných papírů. V roce 2018 Maezawa představil ve více než 70 zemích a teritoriích novou značku ZOZO, nabízející oblečení na míru, a systém pro měření velikostí ZOZOSUIT, který ovšem nenaplnil očekávání a byl záhy ukončen.
V září 2019 Maezawa ze ZOZO odešel poté, co prodal asi 30 % společnosti Yahoo! Japan, společnému podniku SoftBank a americké internetové firmy Yahoo!
Časopis Forbes na konci roku 2021 i 2022 odhadl jeho čisté jmění na 1,9 miliardy dolarů.

## Vztah k umění, filantropie
Maezawa v roce 2012 založil tokijskou Nadaci současného umění s cílem podporovat mladé umělce jako pilíř příští generace současného umění. Nadace pořádá dvakrát ročně sbírkové výstavy.  
Vedle toho je známým sběratelem umění. V květnu 2016 vzbudil pozornost médií rekordní kupní cenou v aukci ve výši 57,3 milionu dolarů za bezejmenné dílo malíře Jeana-Michela Basquiata z roku 1982 zobrazující ďábla. Svůj vlastní rekord pak překonal o rok později koupí dalšího bezejmenného obrazu stejného autora ze stejného roku, ovšem zobrazujícího lebku, za 110,5 milionu dolarů. Maezawa plánuje otevřít v Čibě muzeum současného umění, v němž bude umístěna jeho sbírka.
Vedle toho je i sběratelem nábytku a luxusních automobilů. Často také poskytuje dary po přírodních katastrofách, v roce 2020 také založil fond na podporu malých a středních podniků postižených protikoronavirovými opatřeními.

## Aktivity ve vesmíru

### Projekt dearMoon
Společnost SpaceX 17. září 2018 oznámila, že Maezawa bude prvním komerčním cestujícím, který uskuteční průlet kolem Měsíce. Částka, kterou za to Maezawa zaplatí, nebyla zveřejněna, podnikatel pouze konstatoval, že je vyšší než 110 milionů dolarů, za které koupil v roce 2017 Basquiatův obraz s lebkou.
Let na palubě vyvíjené lodi SpaceX Starship byl původně plánován nejdříve na rok 2023 a měl trvat šest dní. Maezawa vytvořil záměr projektu dearMoon, v březnu 2021 vyzval zájemce o let, aby se přihlásili do soutěže o osm dalších míst na misi[ a v prosinci 2022 oznámil, že s ním k Měsíci poletí skupina jeho oblíbených umělců, mezi nimiž je i český tanečník a choreograf Yemi A.D. Dne 1. června 2024 byl projekt Maezawou zrušen, kvůli tomu, že byl nerealizovatelný. Možné obnovení mise je prozatím nejisté. 

### Turistický kosmický let na ISS
Maezawa pro sebe a svého asistenta a producenta obsahu pro sociální sítě Joza Hirana objednal a zaplatil prostřednictvím společnosti Space Adventures. Ta 13. května 2021 oznámila složení posádky plánované mise a potvrdila, že oba vesmírní turisté prošli nezbytnými lékařskými testy. V červnu Hirano společně s Maezawou zahájili tříměsíční výcvik. Po jeho dokončení odstartovali v lodi Sojuz MS-20 z kosmodromu Bajkonur 8. prosince 2021. Velitelem letu byl kosmonaut Roskosmosu Alexandr Misurkin. Loď s posádkou se 6 hodin po startu připojila k Mezinárodní vesmírné stanici, kde Maezawa plnil 100 položek ze seznamu úkolů, který si vypracoval před odletem i s pomocí veřejnosti a své zkušenosti sdílel na svém YouTube kanálu prostřednictvím videí, která pořizoval Hirano. Oba se také zapojili výzkumu lidského zdraví, který zahrnoval sběr údajů z elektrokardiogramu (EKG), v sérii kognitivních testů a používání přenosného zařízení ke sběru údajů o zraku. Zkoumali také, jak mikrogravitace ovlivňuje způsob proudění krve z končetin do hlavy. Od stanice ve své lodí odpojili 19. prosince 2021 a po třech a půl hodinách přistáli v Kazachstánu.

## Osobní život
Maezawa je rozvedený a má jedno dítě.
Je velmi aktivní a úspěšný na sociálních sítích. Je autorem nejvíce retweetovaného (sdíleného) příspěvku na síti Twitter – počátkem ledna 2019 v příspěvku propagujícím značku ZOZOtown slíbil, že100 náhodně vybraným lidem, kteří budou sledovat jeho účet a zprávu se slibem retweetnou, vyplatí po 1 miliónu jenů (přibližně 9 300 amerických dolarů) Podmínky splnilo přes 5 miliónů lidí a příspěvek se stal nejúspěšnějším v historii, což osvědčila i Guinnessova kniha rekordů. Maezawa za stejných podmínek – ale bez reklamní zmínky a pro 1000 lidí – akci zopakoval v poslední den roku 2019. Tentokrát se zúčastnilo bezmála 3,5 miliónu lidí a Maezawa obsadil i druhou příčku v seznamu nejvíce retweetovaných příspěvků na síti Twitter.